# O Livro da Selva (desenho animado)
O Livro da Selva é uma animação 3D baseada em "O Livro da Selva", livro original de Rudyard Kipling.
No Brasil, a série é exibida pelo canal Gloob.
Em Portugal, foi exibida pelo Disney Channel e pelo Disney Junior e mais tarde pelo Canal Panda.

## Sinopse
A série conta a já conhecida e consagrada história de Mogli, um garoto órfão criado na selva por um grupo de lobos. O menino vive diversas aventuras junto de seus amigos Balú e Bagera, que o ajudam a sobreviver na selva, onde nem todos gostam do garoto, como é o caso do tigre Shere Khan e da cobra Kaa.

## Episódios
- 1 - A Armadilha
- 2 - As Abelhas Negras Selvagens
- 3 - As Perguntas
- 4 - A Corrida
- 5 - Rainha Macaca
- 6 - A Cobra Ardomecida
- 7 - O Tesouro da Toca Fria
- 8 - A Pescaria
- 9 - A Lenda da Garra Gigante
- 10 - O Voo do Pássaro
- 11 - A História de Mogli
- 12 - Quem é o Mais Corajoso?
- 13 - A Cachoeira
- 14 - O Resgate de Darzi na Cachoeira
- 15 - A Jóia de Mogli
- 16 - Irmãos de Sangue
- 17 - Sobrevivência do Mais Saudável
- 18 - O Dia que a Terra Tremeu
- 19 - Um Passeio pela Selva
- 20 - Mordida de Cobra
- 21 - A Ponte
- 22 - O Terrível Golpe
- 23 - A Árvore dos Desejos
- 24 - É você, Kaa?
- 25 - A Bola de Borracha
- 26 - O Ovo da Naja
- 27 - Sede
- 28 - Salve o Tigre
- 29 - Rei Kaa
- 30 - O Crocodilo Vermelho
- 31 - Estrela da Sorte
- 32 - Fuinha à Solta
- 33 - O Reflexo
- 34 - Humano, afinal
- 35 - A Trapaça
- 36 - Dois pelo Preço de Um
- 37 - Cheel e o Fogo na Montanha
- 38 - O Búfalo
- 39 - O Segredo dos elefantes
- 40 - O Fã Número um do Mogli
- 41 - A Pantera Errada
- 42 - Mogli, o Artista
- 43 - Dia das Sombras
- 44 - Quanto Menor Melhor
- 45 - Dor de Dente
- 46 - Um Lobo de Verdade
- 47 - Armadilha
- 48 - Baguera na Vila dos Homens
- 49 - O Macaco Desaparecido
- 50 - A Melhor Aluna da Classe
- 51 - A Pantera Negra
- 52 - Balu, o Rei